# Entychides aurantiacus
Entychides aurantiacus is een spinnensoort uit de familie Cyrtaucheniidae. De soort komt voor in Mexico.